# James Wharram
James Wharram (* 15. Mai 1928 in Manchester; † 14. Dezember 2021) war ein britischer Pionier im Katamaranbau. Er entwarf 1953 seinen ersten ozeantauglichen Katamaran, die knapp acht Meter lange TANGAROA, und leitete damit den Beginn des Fahrtensegelns auf Katamaranen ein.

## Leistungen
James Wharram entwarf 1953 seinen ersten ozeantauglichen Katamaran, die knapp acht Meter lange TANGAROA. Auf ihr segelte er mit Ruth Merseburger und Jutta Schultze-Rhonhof von Falmouth nach Trinidad, wo die 12 Meter lange RONGO, mit Hilfe von Bernard Moitessier entstand. Eine wegweisende Transatlantik-Passage auf der RONGO (1959) von New York nach Irland folgte. Damit wurde erstmals eine Ozeanpassage von West nach Ost mit einem Katamaran gesegelt. Die Erlebnisse der Überfahrt wurden von Wharram in dem Buch "Two Girls Two Catamarans" geschildert.
Gemeinsam mit Hanneke Boon umsegelte er 1995 bis 1998 die Welt in ihrem 63‘ langen Katamaran SPIRIT OF GAIA.
Nach dem Vorbild der polynesischen Zweirumpfboote entwarf er seetüchtige Katamarane mit offenem Brückendeck, deren Rümpfe flexibel aber sicher, nach polynesischer Art, mit Leinen oder Gurten fixiert werden und die effektiv mit einfachen, günstigen Werkstoffen gebaut werden können.
Seine Entwürfe folgten der Devise: keep it simple! Als Baumaterial benutzte er zumeist Bootsbau-Sperrholz in Verbindung mit Epoxid. Das Hauptsegel ist als baumlose Gaffel ausgelegt. Das Interieur ist multifunktional, nach dem  Bauhausmotto "Weniger ist Mehr" ausgelegt. Das Ergebnis ist ein einfach zu bedienendes, seetüchtiges und dennoch preiswertes Boot.

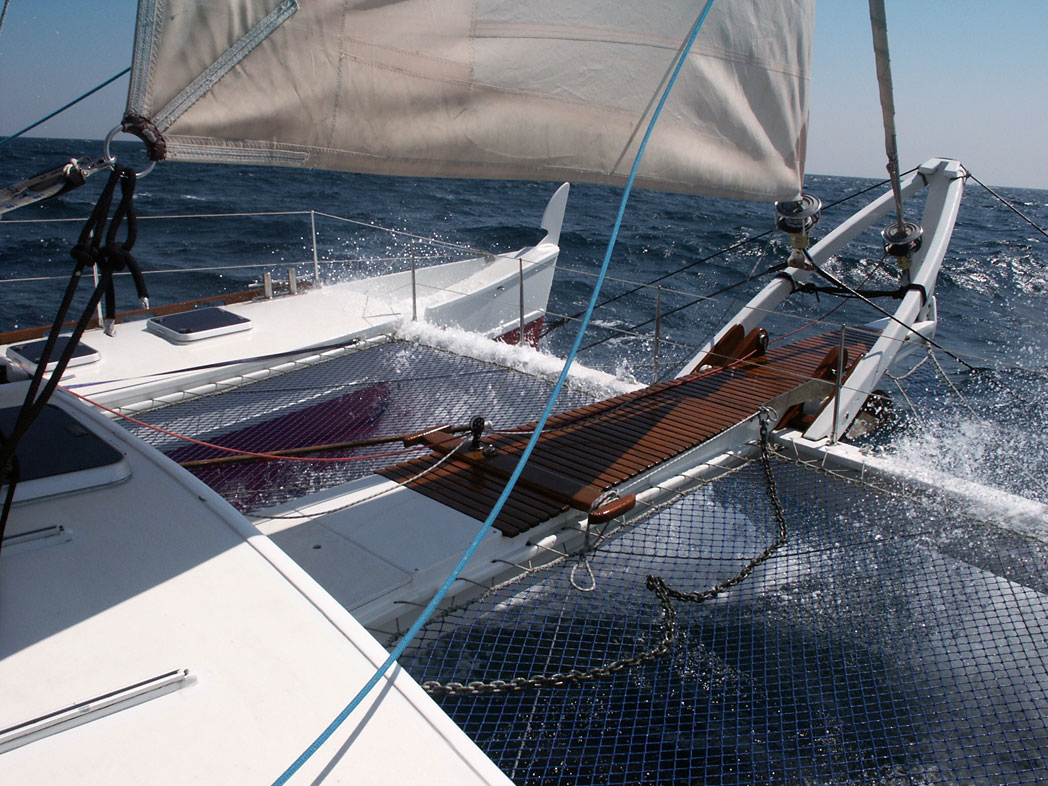
Pahi 63, Wharram-Selbstbauer-Katamaran, Blick zum Bug, Schiffslänge: 19,2 m

Seine Philosophie des Segelns und die Besonderheiten des einmaligen Wharram-Designs werden besonders in Selbstbauerkreisen weltweit geschätzt.

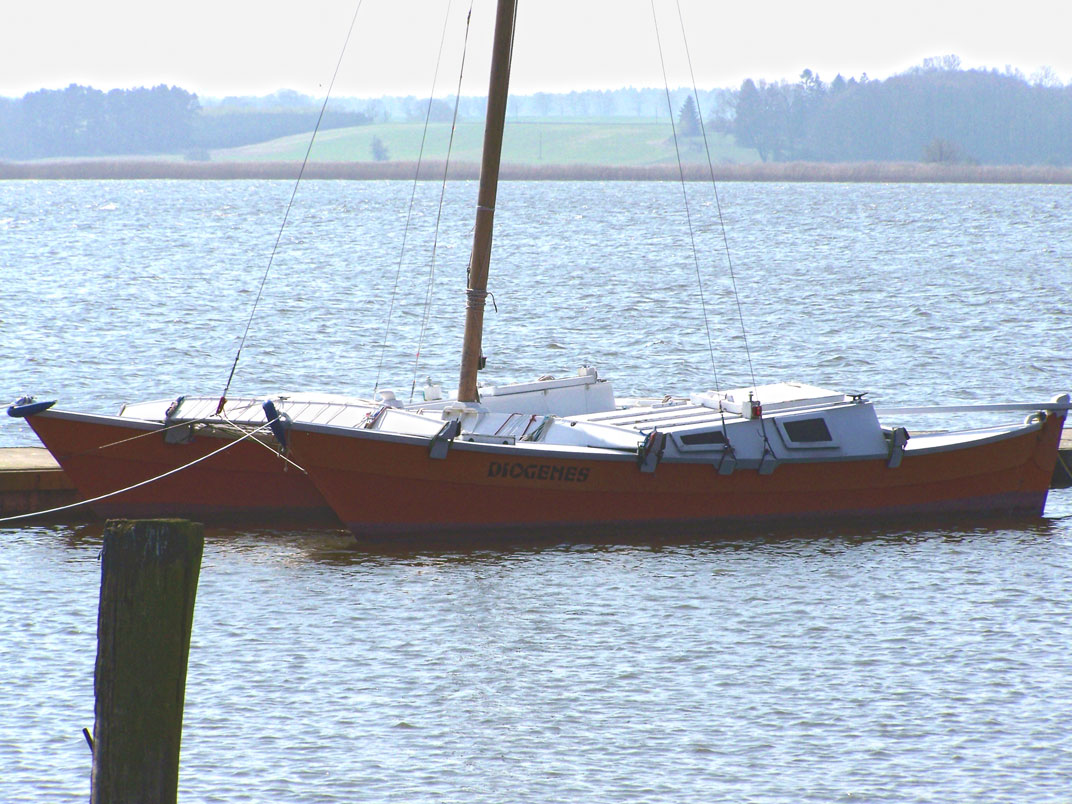
Tiki 26, Wharram-Selbstbauer-Katamaran vor Usedom, Schiffslänge: 7,9 m

2008, im Jahr seines 80. Geburtstages, startete er zusammen mit Klaus Hympendahl und Hanneke Boon sein Projekt „Lapita Voyage“. Dafür wurden zwei elf-Meter-Doppelkanus gebaut und auf einer Route von den Philippinen 4.000 Meilen weit bis zu den Salomonen-Inseln Anuta und Tikopia ohne moderne Navigation gesegelt und den Einheimischen übergeben.
Das Konzept der Doppelrumpf- und Auslegerboote ist mehrere tausend Jahre alt. Im Pazifik und Indischen Ozean unternahmen ihre Erbauer mit 20–30 Meter langen Doppelkanus legendäre Hochseereisen. Die kleineren Proas wurden für kürzere Distanzen, innerhalb der Lagunen eingesetzt. Wegen der vielen Riff-Passagen war ihr geringer Tiefgang sehr vorteilhaft.

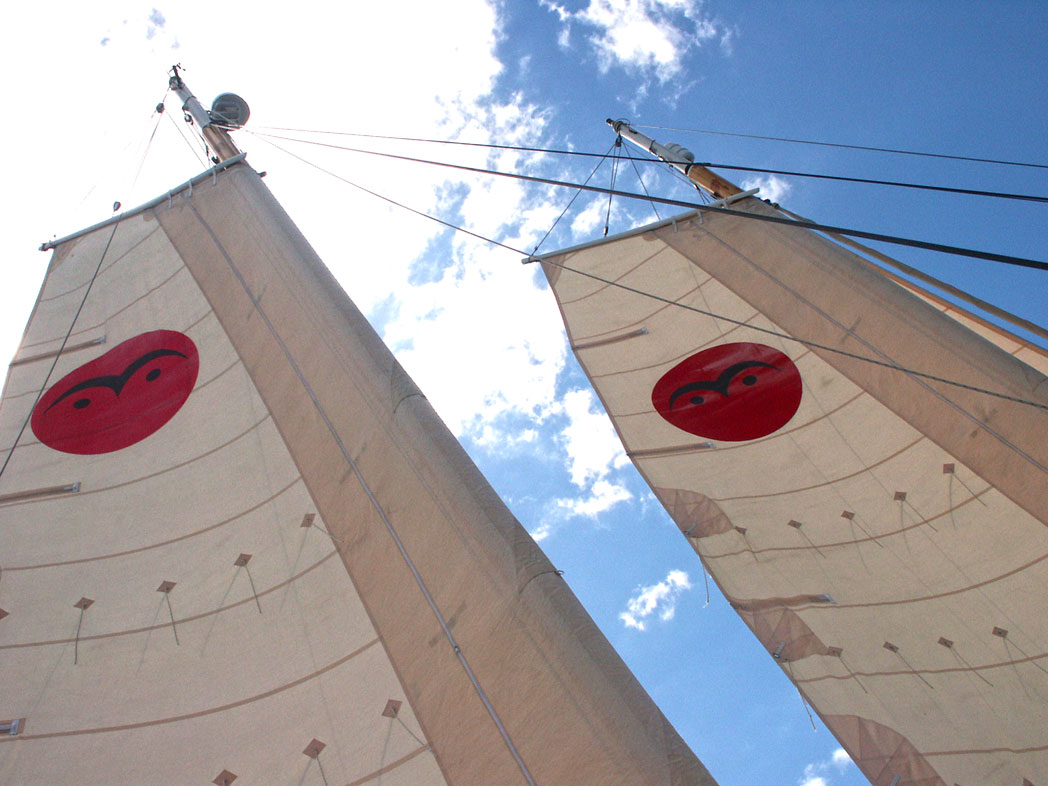
Pahi 63, Wharram-Selbstbauer-Katamaran, Blick in Takelage, Schiffslänge: 19,2 m

James Wharram verkaufte weltweit mehr als 10.000 seiner Baupläne und Hunderte von Wharram-Katamaranen von sieben bis 20 Meter Länge wurden durch Selbstbauer oder über Werften gebaut. Ein Grund für diesen Erfolg war, dass James Wharram als Designer und Bootsbauer ein Praktiker war. Er legte an vielen seiner Prototypen persönlich Hand an und war bestrebt, seine Methoden der Konstruktion auf ihre einfachste Form zu bringen.
Zusammen mit Konstrukteurin und Partnerin Hanneke Boon entwickelte er neue Technologien im Bootsbau sowie wegweisende Bauweisen.
Er war mit Vorträgen auf internationalen Meeres-Archäologie-Konferenzen vertreten.
Ausgezeichnet wurde er als Mitglied der Royal Geographical Society mit dem "Fellow of the Royal Geographical Society" für seine bahnbrechenden Arbeiten auf dem Gebiet des Schiffbaus.

## Ehrungen
- 2008 Auf der Mystic Museum Wooden Boatshow zeichnet das Wooden Boat Magazin James Wharram als Multihull-Pionier aus.
- 2009 Fellow of the Royal Geographical Society
- 2012 Award of Merit des Ocean Cruising Club[6]

## Mitgliedschaften
- seit 1967: British Marine Industries Federation (BMIF).
- seit 1968: Polynesian Catamaran Association (PCA). Founder member.
- 1968–1975 Multihull Offshore Cruising and Racing Association (MOCRA). Founder committee member.
- 1968–1978 Little Ship Club.
- seit 1973: Royal Yachting Association (RYA), private member.
- 1977–1991  Committee member of the RYA Cruising Committee
- seit 1992: Andean Explorer’s Club. Honorary member.
- seit 1996: Roskilde Vikingship Museum friends.
- seit 2000: Cruising Association. Overseas member.
- seit 2005: Association of Yachting Historians.
- seit 2009: Fellow of the Royal Geographical Society.

## Teilnahme an Konferenzen
- History and Problems of Design of Modern Multihulls. 1977. Fifth Symposium on Developments of Interest to Yacht Architecture, HISWA, Amsterdam, Netherlands.
- Cruising Multihulls, 1978, RYA Cruising Symposium.
- Multis are more Traditional than deep-Keel Yachts. 1980. Multihull Symposium, Plymouth, UK.
- Appropriate Technology in catamaran Design and construction.1988. European Multihull Symposium, Netherlands.
- An Analysis of Self-Built Catamarans in the overall Development of Cruising Catamarans. 1989. MOCRA International Symposium, Exeter, UK.
- The Gaia Project, 1990. Second Dolphin and Whale Conference, Australia.
- The Spirit of Gaia, 1992. Third Dolphin and Whale Conference, Hawaii.
- European Double Hulled Canoes and The Archaeology of Viking Ships, 1996. Waka Moana Symposium, Auckland, New Zealand.
- Yacht Building and Yacht Charter in Indonesia, 2001, ITS Small Craft and Design Conference, Surabaya, Indonesia.
- The Pacific Migrations by Canoe Form Craft, 2003, ISBSA10 Roskilde, Denmark.
- ‘Lapita Voyage - recreating the migration route of the proto Polynesians’, 2008, ‘Early Man and the Ocean’ Conference, Norwegisches Maritimes Museum & Kontiki Museum, Oslo.

## Andere Artikel & Publikationen
- Ocean-going catamarans. 1962. Ciba Technical Notes 231, Cambridge, UK
- Tehini. October 1970, Yachting Monthly, UK. Seminal article on Design approach.
- The Stable Multihull.  1976. (Researched for 1st World Multihull Symposium, Toronto.)
- The Sailing Community. 1978, Wooden Boat, USA, Prize-winning proposal for ‘Waterborne International Communities’.
- Catamaran Stability – Figures, Facts and Fictions. 1991. Practical Boat Owner, UK. Also published in several other countries.
- Nomads of the Wind. October 1994. Practical Boat Owner, UK. Analysis of the sailing qualities of the Polynesian Double Canoe.
- Going Dutch: The Tiki Wing Sail Rig. 1998, Practical Boat Owner, UK. Also published in several other countries, incl. Australia, Holland and France.
- Lessons from the Stone Age Sailors, A Study of Canoe Form Craft in the Pacific and Indian Ocean.
- ‘Vikings go Home’, Nov. 2008. Classic Boat, UK. (Article about voyage of the 100ft Vikingship reconstruction ‘Seastallion’ from Dublin to Denmark).